# Вејфанг
Вејфанг (潍坊) град је Кини у покрајини Шандунг. Према процени из 2009. у граду је живело 415.646 становника.

## Становништво
Према процени, у граду је 2009. живело 415.646 становника.
| 1990.   | 2000.   | 2009    |
| ------- | ------- | ------- |
| 291.198 | 360.090 | 415.646 |